# Río Ozama
Der Río Ozama ist ein Fluss in der Dominikanischen Republik. Er entspringt im Gebirgsrücken der Siete Cabezas in der Sierra de Yamasá in der Nähe der Stadt Villa Altagracia. Der Río Ozama ist 148 Kilometer lang und mündet bei Santo Domingo im Karibischen Meer, wo er die Stadt teilt. Seine wichtigsten Nebenflüsse sind der Río Isabela, der Río Sabita und der Río Yabacao.

## Verschmutzung
Aufgrund seiner Tiefe ist er der viertwichtigste Fluss der Dominikanischen Republik. Gleichzeitig gilt er aber auch als einer der am stärksten verschmutzten Flüsse des Landes, wobei die Hauptursachen hierfür die ungehinderte Einleitung ungeklärter Abwässer, die große Anzahl von Schiffswracks sowie die industrielle Nutzung durch ein Kraftwerk sind. Die Anstrengungen behördlicherseits, der Umweltverschmutzung Herr zu werden, gelten als ungenügend.

## Historisches
Der Legende nach soll Christoph Kolumbus bei seiner ersten Ankunft auf Hispaniola im Río Ozama vor Anker gegangen sein.